# Czornomorskie
Czornomorskie (ukr. Чорноморське, Czornomorśke; ros. Черноморское, Czernomorskoje; krymskotat. Aqmeçit) – osiedle typu miejskiego w Republice Autonomicznej Krymu. Leży w zachodniej części Półwyspu krymskiego, 140 km na północny wschód od Symferopola, niedaleko Zatoki Karkinickiej na Morzu Czarnym. Czornomorskie jest siedzibą władz rejonu czornomorskiego.

## Historia
Miasto Kalos Limen (Καλός Λιμήν -  Piękny Port) zostało założone przez Chersonez Taurydzki w drugiej połowie IV wieku p.n.e. Czornomorskie było jednym z ważniejszych ośrodków rolnictwa i handlu, zarówno w centrach greckich, jak i scytyjskich. W połowie II wieku p.n.e. w wojnie grecko-scytyjskiej miasto zostało zdobyte przez Scytów. Chociaż  miasto zostało wyzwolone  pod koniec II wieku, to ponownie stało się kontrolowane przez Scytów w połowie I wieku p.n.e. do początku II wieku naszej ery. Kontrola scytyjska zakończyła się wtedy na stałe, prawdopodobnie dzięki interwencji rzymskiej.

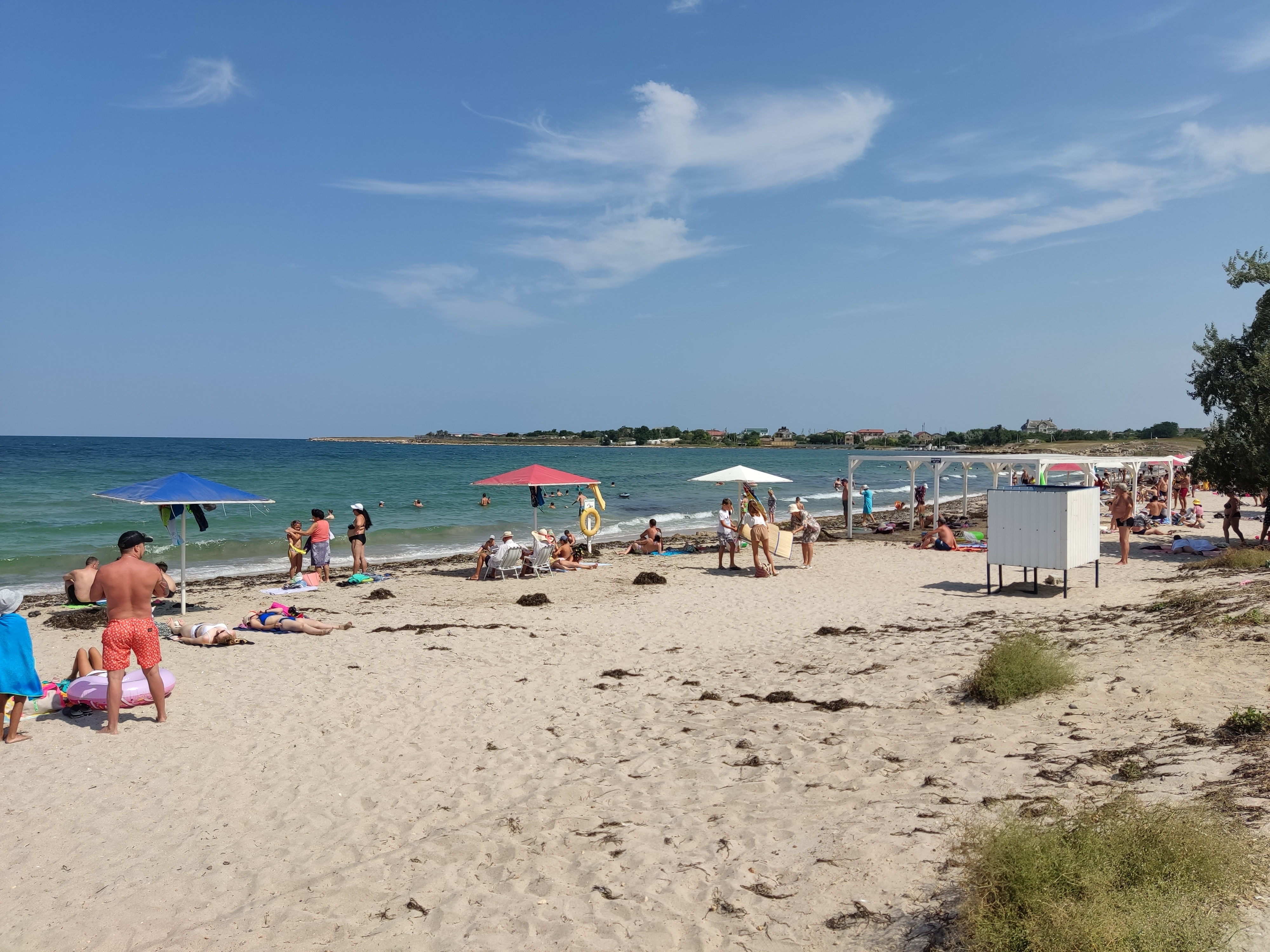
Plaża